# Memory Motel
Memory Motel (live) / Memory Motel (live) je podpůrným singlem k živému albu No Security rockové skupiny The Rolling Stones. Píseň byla natočena živě 5. července 1998 v Amsterdamu. Singl vyšel v dubnu 1999. Píseň vyšla na albu No Security, první verze je zkrácená, druhá v plné délce. Jako host v této písni zpívá Dave Matthews. Autory písně jsou Mick Jagger a Keith Richards.

## Základní informace
- MEMORY MOTEL (live) (single edit) - 4:40
- MEMORY MOTEL (live) - 5:54